# KK 드래프트 사건
KK 드래프트 사건(일본어: KKドラフト事件 ケーケードラフトじけん[*])은 1985년의 프로 야구 드래프트 회의에서 발생한 일본 프로 야구의 사건이다.

## 개요
PL가쿠엔 고등학교의 구와타 마스미와 기요하라 가즈히로의 KK 콤비는 1학년 때부터 에이스와 4번으로 각각 활약하고 있었고 고시엔에 5회 출전해 우승 2회, 준우승 2회, 4강 1회라는 전설적인 기록을 남겼다. 이로 인해 고등학교 졸업 후의 진로는 프로 야구의 팬 뿐만 아니라 세간의 이목을 집중시켰다.
1985년의 드래프트 회의에서 기요하라는 존경하는 요미우리 자이언츠의 감독인 오 사다하루 아래에서 뛰고 싶다는 열망을 내보였다. 한편 구와타는 와세다 대학 진학을 표명한 상태였다. 이러한 이유로 기요하라의 1순위 지명이 경합을 보일 것이고 진학 지망인 구와타의 드래프트 지명이 해결될 것이라고 생각했다. 그러나 드래프트 회의에서 요미우리가 진학을 지망하고 있던 구와타를 1순위로 강행 지명하여 교섭권을 획득했다. 기요하라에게는 요미우리를 제외한 6개 구단이 1순위로 지명했고 추첨 결과 세이부 라이온스가 교섭권을 획득하였다. 요미우리의 1순위 지명을 희망했던 기요하라는 기자회견에서 눈물을 흘렸다.
그 이후 기요하라는 세이부에 입단했고 구와타도 와세다 진학 희망을 철회하고 요미우리에 입단했다.
기요하라는 1987년 일본 시리즈에서 세이부가 요미우리를 이길 당시 자신의 수비 위치에서 눈물을 흘리고 있어 이야깃거리가 되기도 하였다. 이후 1997년 기요하라는 FA권을 행사해 요미우리로 이적하며 꿈에 그리던 요미우리의 유니폼을 입게 되었다.